# Regierungsbezirk Oppeln

Verwaltungsgliederung Schlesiens (1905):

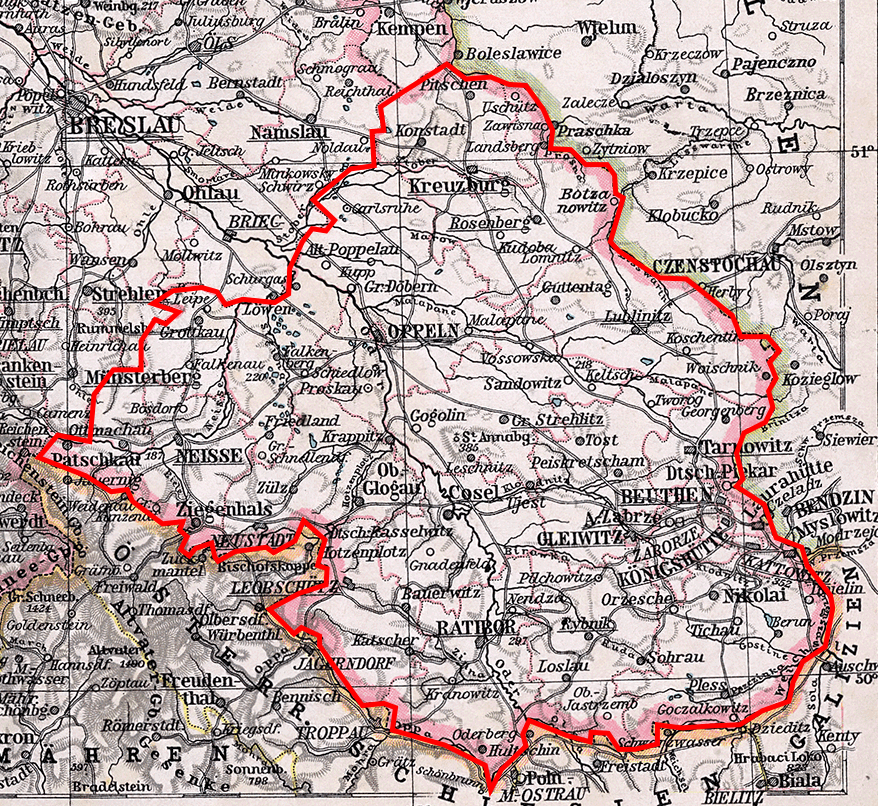
Der Regierungsbezirk Oppeln in Schlesien, 1905

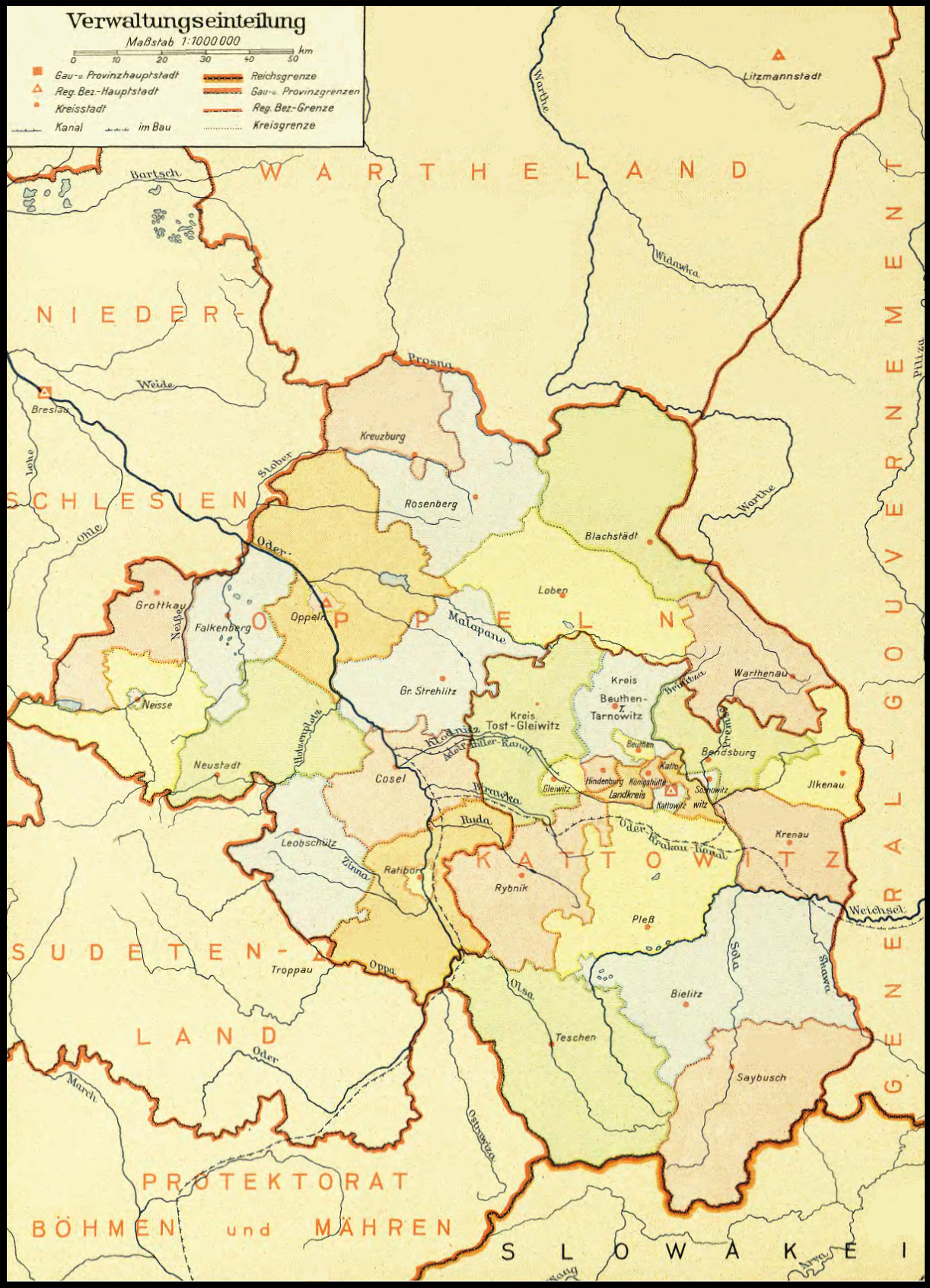
Regierungsbezirke und Kreise im Gau Oberschlesien (1943)

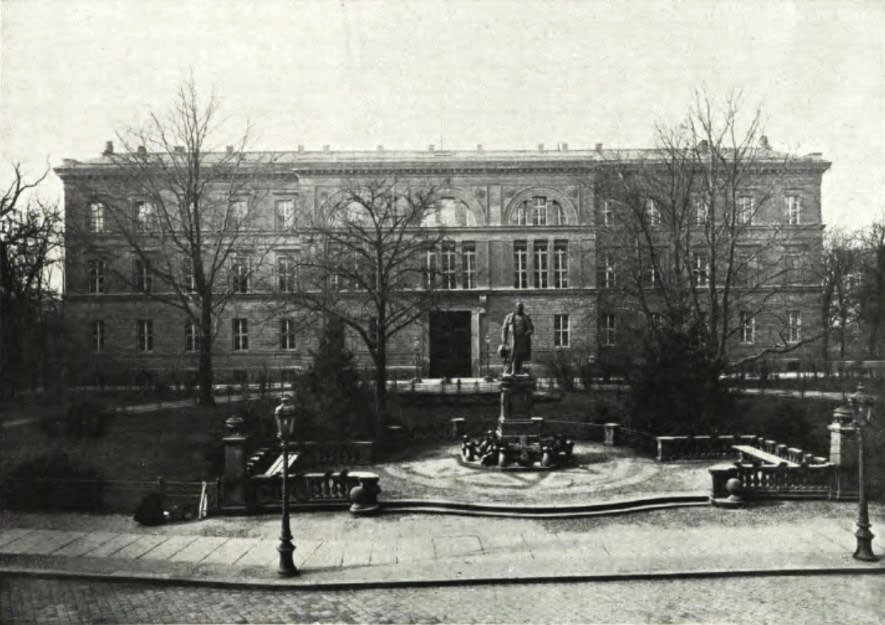
Das alte Regierungsgebäude am Regierungsplatz (heute Plac Wolności)

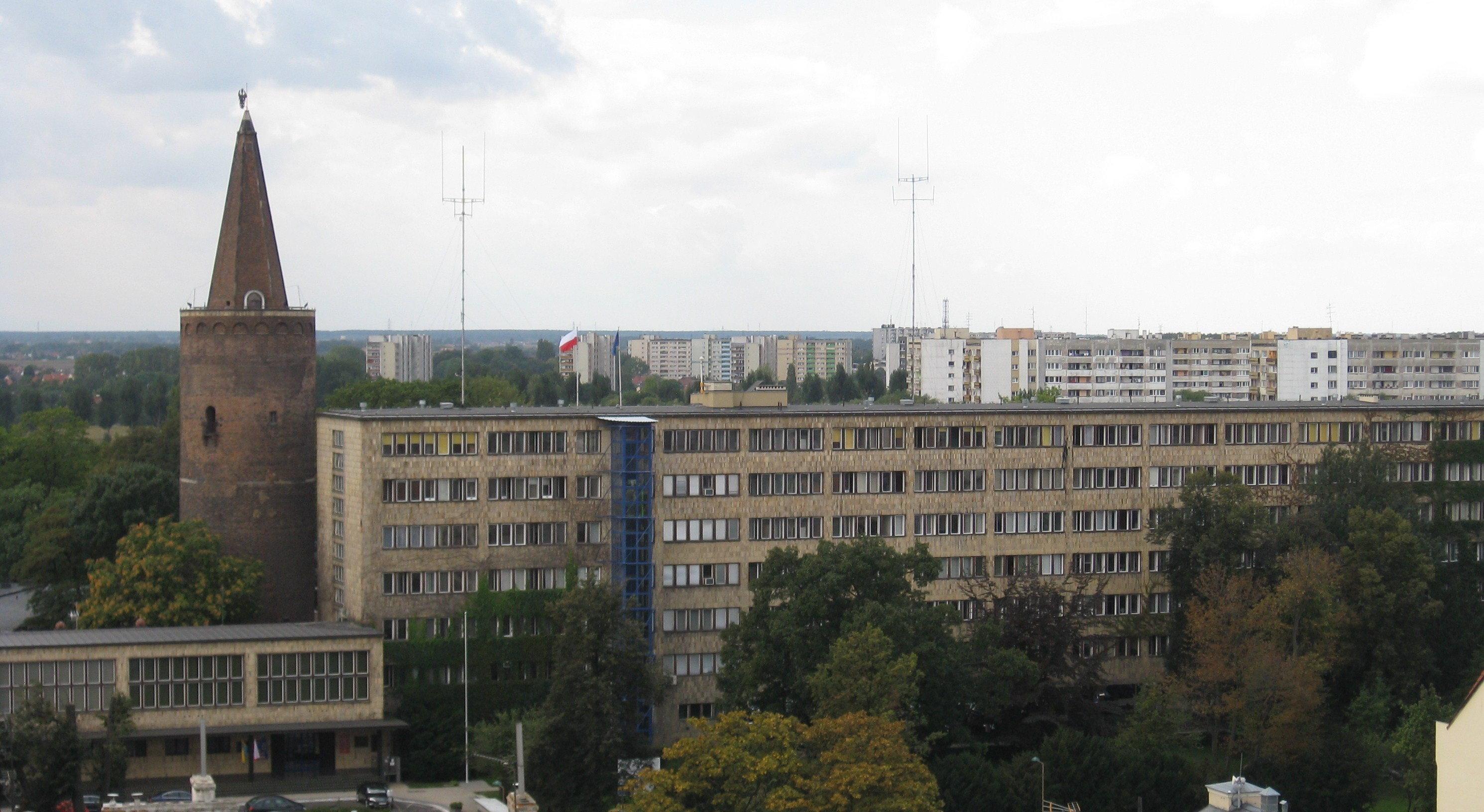
Das Regierungsgebäude aus den 1930er Jahren mit Piastenturm

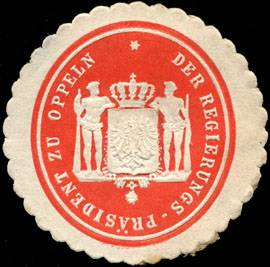
Siegelmarke des Regierungspräsidenten

Der Regierungsbezirk Oppeln war ein Regierungsbezirk in der preußischen Provinz Schlesien in den Jahren 1813 bis 1945.

## Geschichte
Der Regierungsbezirk Oppeln bestand in den Jahren 1813 bis 1945 und umfasste den südöstlichen Teil Schlesiens. In den Jahren 1919 bis 1938 und ab 1941 war Schlesien in zwei Provinzen geteilt; der alte Regierungsbezirk Oppeln bildete dann die Provinz Oberschlesien. Im Jahr 1939 wurde in diesem Gebiet wegen der Annexionen polnischen Gebiets der Regierungsbezirk Kattowitz und ein neu umgrenzter Regierungsbezirk Oppeln gebildet. Im Frühjahr 1945 wurde das Bezirksgebiet von der Roten Armee besetzt. Im Sommer 1945 wurde das Gebiet gemäß dem Potsdamer Abkommen zum Bestandteil der Volksrepublik Polen. Es begann anschließend der Zuzug polnischer Zivilisten. In der Folgezeit wurde die deutsche Bevölkerung größtenteils aus dem Bezirksgebiet vertrieben; der noch verbliebenen wurde der Gebrauch der deutschen Sprache verboten.

## Geographie
Der Verwaltungssitz des Regierungsbezirks befand sich in der oberschlesischen Stadt Oppeln. Andere wichtige Städte des Regierungsbezirks waren vor allem die Großstädte des oberschlesischen Kohlereviers, d. h. u. a. Kattowitz, Gleiwitz, Beuthen, Königshütte und Hindenburg, außerhalb dieses Ballungsraums vor allem Ratibor, Neustadt, Neisse und Kreuzburg.
Der nordwestlich angrenzende Teil Schlesiens gehörte zum Regierungsbezirk Breslau. Im Norden grenzte der Regierungsbezirk auf wenigen Kilometern an den Kreis Kempen in der Provinz Posen, im Osten an Russland, ab 1919 an Polen, im Süden an die österreichischen Kronländer Galizien (ab 1919 Polen) und Österreichisch-Schlesien (ab 1919 Tschechoslowakei).
Der Regierungsbezirk umfasste folgende Stadt- und Landkreise (Stand 1911):
Stadtkreise
1. Beuthen
2. Gleiwitz
3. Kattowitz
4. Königshütte
5. Neisse
6. Oppeln
7. Ratibor (seit 1904)

Kreise und Landkreise
1. Landkreis Beuthen
2. Kreis Cosel
3. Kreis Falkenberg
4. Kreis Groß Strehlitz
5. Kreis Grottkau
6. Kreis Zabrze (ab 1915 „Hindenburg O. S.“)
7. Landkreis Kattowitz
8. Kreis Kreuzburg
9. Kreis Leobschütz
10. Kreis Lublinitz
11. Landkreis Neisse
12. Kreis Neustadt
13. Landkreis Oppeln
14. Kreis Pleß
15. Landkreis Ratibor
16. Kreis Rosenberg
17. Kreis Rybnik
18. Kreis Tarnowitz
19. Kreis Tost-Gleiwitz

## Regierungspräsidenten

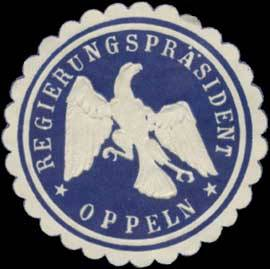
Regierungspräsident – Siegelmarke

- 1816–1820: Carl Heinrich Fabian von Reichenbach
- 1820–1823: N.N.
- 1823–1837: Theodor Gottlieb von Hippel der Jüngere
- 1835–1858: Erdmann von Pückler
- 1858–1871: Georg von Viebahn
- 1871–1877: Robert Eduard von Hagemeister
- 1878–1881: Konstantin von Quadt und Hüchtenbruck
- 1881–1886: Robert von Zedlitz-Trützschler
- 1886–1888: Traugott von Baudissin
- 1888–1898: Rudolf von Bitter der Jüngere
- 1898–1900: Friedrich von Moltke
- 1900–1901: Max von Pohl
- 1901–1907: Ernst Holtz
- 1907–1916: Friedrich Ernst von Schwerin
- 1916–1917: Oskar Hergt
- 1917–1919: Walther von Miquel
- 1919–1921: Joseph Bitta
- 1921–1923: Roland Brauweiler
- 1923–1929: Alfons Proske
- 1929–1933: Hans Lukaschek
- 1933–1936: Arthur Schmidt-Kügler
- 1936–1937: Josef Adamczyk
- 1937–1941: Hans Rüdiger
- 1941–1944: Albrecht Schmelt
- 1944–1945: Herbert Mehlhorn (vertretungsweise)

## Bevölkerung

### Entwicklung der ethnolinguistischen Struktur
| Jahr | Polnisch  | Polnisch   | Deutsch  | Deutsch    | Andere (einschließlich zweisprachige) | Andere (einschließlich zweisprachige) |
| Jahr | absolut   | prozentual | absolut  | prozentual | absolut                               | prozentual                            |
| ---- | --------- | ---------- | -------- | ---------- | ------------------------------------- | ------------------------------------- |
| 1819 | 0377.100  | 67,2 %     | 0162.600 | 29,0 %     | 021.503                               | 3,8 %                                 |
| 1828 | 0418.437  | 61,1 %     | 0255.483 | 37,3 %     | 010.904                               | 1,6 %                                 |
| 1831 | 0456.348  | 62,0 %     | 0257.852 | 36,1 %     | 013.254                               | 1,9 %                                 |
| 1834 | 0468.691  | 62,6 %     | 0266.399 | 35,6 %     | 013.120                               | 1,8 %                                 |
| 1837 | 0495.362  | 62,1 %     | 0290.168 | 36,3 %     | 012.679                               | 1,6 %                                 |
| 1840 | 0525.395  | 58,6 %     | 0330.099 | 36,8 %     | 041.570                               | 4,6 %                                 |
| 1843 | 0540.402  | 58,1 %     | 0348.094 | 37,4 %     | 042.292                               | 4,5 %                                 |
| 1846 | 0568.582  | 58,1 %     | 0364.175 | 37,2 %     | 045.736                               | 4,7 %                                 |
| 1852 | 0584.293  | 58,6 %     | 0363.990 | 36,5 %     | 049.445                               | 4,9 %                                 |
| 1855 | 0590.248  | 58,7 %     | 0366.562 | 36,5 %     | 048.270                               | 4,8 %                                 |
| 1858 | 0612.849  | 57,3 %     | 0406.950 | 38,1 %     | 049.037                               | 4,6 %                                 |
| 1861 | 0665.865  | 59,1 %     | 0409.218 | 38,3 %     | 051.187                               | 4,6 %                                 |
| 1867 | 0742.153  | 59,8 %     | 0457.545 | 36,8 %     | 041.611                               | 3,4 %                                 |
| 1890 | 0918.728  | 58,2 %     | 0566.523 | 35,9 %     | 092.480                               | 5,9 %                                 |
| 1900 | 1.048.230 | 56,1 %     | 0684.397 | 36,6 %     | 0135.519                              | 7,3 %                                 |
| 1905 | 1.158.805 | 56,9 %     | 0757.200 | 37,2 %     | 0117.651                              | 5,8 %                                 |
| 1910 | 1.169.340 | 53,0 %     | 0884.045 | 40,0 %     | 0154.596                              | 7,0 %                                 |